# 石人血泪山
石人血泪山，位于中国吉林省白山市江源区石人乡石人矿区境内，1983年11月24日公布为吉林省文物保护单位，2019年10月7日公布为第八批全国重点文物保护单位。该文物保护单位由白山市文管办管理。